# Orcs & Elves
Orcs & Elves é um jogo de aventura de RPG para desenvolvido para telefone celular e Nintendo DS. Foi desenvolvido pela id Software e Fountainhead Entertainment e publicado pela EA Mobile, licenciado pela Nintendo para a versão DS. Foi lançado para celular em 1º de maio de 2006 antes de ser portado para o Nintendo DS em 15 de novembro de 2007. O jogo é baseado no motor Doom RPG e é o primeiro original da ID Software desde Quake.  A última versão para DS do jogo incluiu melhorias gráficas, tais como ambientes 3D e cutscenes de câmera, juntamente com sprites de caracteres melhorados, dois novos níveis e o uso do recurso touchscreen.

## Recepção
As críticas em relação ao jogo são mistas. No site Metacritics, a média do jogo para DS é de 68, tomando como base 38 críticas. De acordo com Craig Harris, do site IGN, mesmo com suas limitações, "o estilo acelerado e baseado em turnos é uma mudança refrescante de ritmo em relação ao desenvolvimento do design de RPG e merece uma experiência, mesmo que você ame a apresentação épica desses outros RPGs".

## Prêmios
O jogo foi premiado pelo site IGN na categoria melhor RPG, no Wireless Best of E3 2006 Awards.